# Mammillaria napina

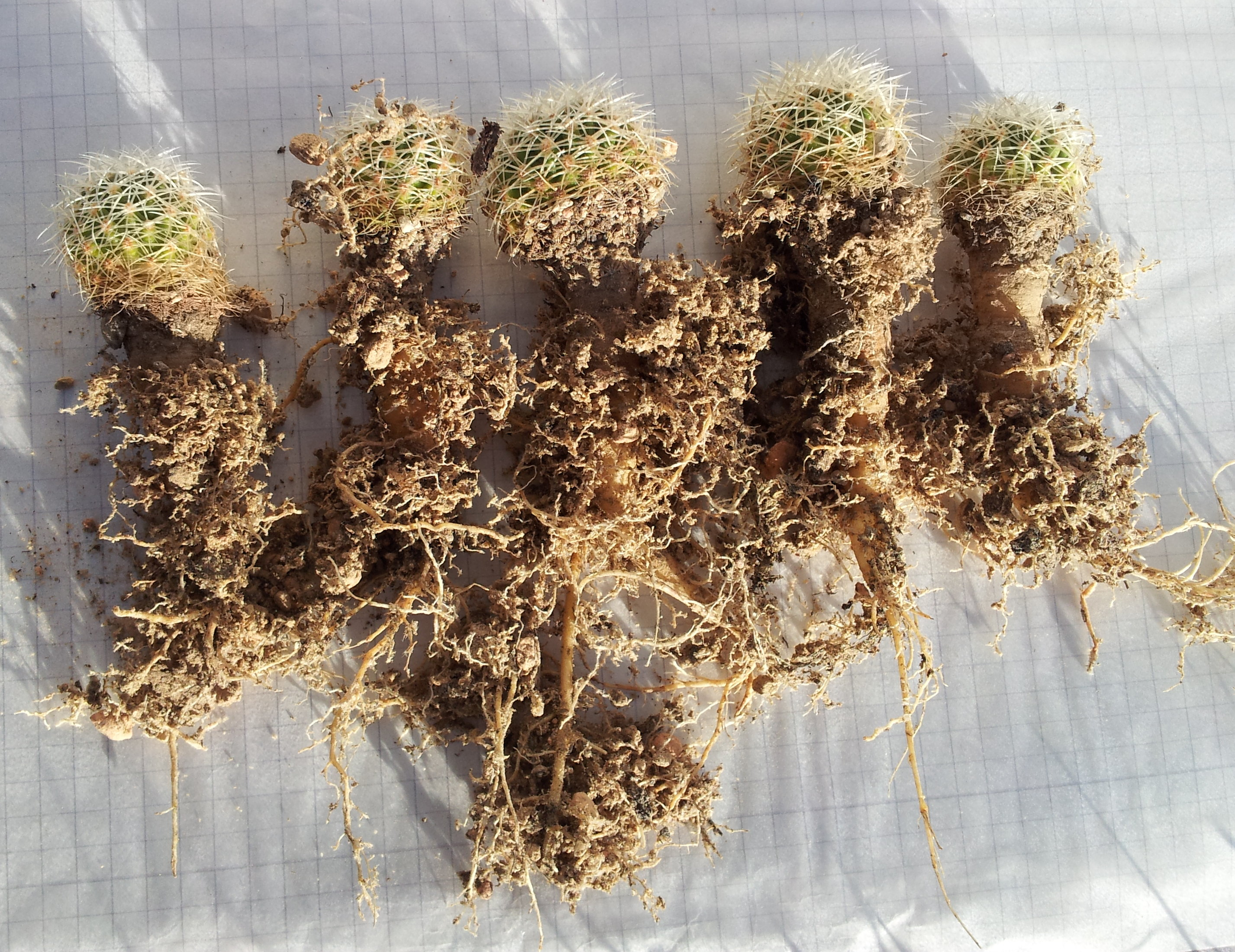
Sämlinge von Mammillaria napina mit Wurzeln

Mammillaria napina ist eine Pflanzenart aus der Gattung Mammillaria in der Familie der Kakteengewächse (Cactaceae). Das Artepitheton napina stammt aus dem Lateinischen, bedeutet ‚rübenartig‘ und verweist die kolligen Pfahlwurzeln der Art.

## Beschreibung
Mammillaria napina wächst einzeln, selten Gruppen bildend. Die Pflanzenkörper bleiben niedrig und haben eine knollige Pfahlwurzel. Die halbkugeligen bis kugeligen Triebe werden 5 Zentimeter hoch und messen ebenfalls 5 Zentimeter im Durchmesser. Die konisch geformten Warzen führen keinen Milchsaft. Die Axillen sind etwas wollig oder auch nackt. Mitteldornen fehlen meist vollständig, sie wurden nur selten beobachtet. Die 10 bis 12 leicht gebogenen Randdornen sind glasig weiß mit gelblicher Basis und 8 bis 10 Millimeter lang.
Die glockigen Blüten sind hellkarminrot oder rosa mit zum Teil auffällig weißlichen Schlund. Sie werden bis zu 4 Zentimetern lang mit einem ebensolchen Durchmesser. Die farblosen Früchte sind im Pflanzenkörper eingebettet. Sie enthalten schwarze Samen.

## Verbreitung, Systematik und Gefährdung
Mammillaria napina ist im mexikanischen Bundesstaat Puebla verbreitet. Die Erstbeschreibung erfolgte 1912 durch Joseph Anton Purpus. Nomenklatorische Synonyme sind Neomammillaria napina (J.A.Purpus) Britton & Rose (1923) und Bartschella napina (J.A.Purpus) Doweld (2000).
In der Roten Liste gefährdeter Arten der IUCN wird die Art als „Near Threatened (NT)“, das heißt als potentiell gefährdet geführt.

## Nachweise